# Icon (álbum de John Lennon)
Icon es un álbum recopilatorio de la carrera musical de John Lennon, lanzado en el año 2014. Es parte de la línea presupuestaria Icono emitida por Universal Music Group desde 2010. 
La canción final Give Peace a Chance", menciona a John Lennon y Yoko Ono como escritores, continuando la evolución de los créditos de composición de esta canción, que comenzó como Lennon - McCartney cuando se emitió originalmente como sencillo en 1969 y luego cambió únicamente a nombre de Lennon después de la publicación del disco  Lennon Legend: The Very Best of John Lennon en 1997.

## Lista de canciones
Todas las canciones escritas y compuestas por John Lennon excepto donde se anota. 
| N.º   | Título                        | Escritor(es)           | Duración |  |
| 1.    | «Imagine»                     |                        | 3:02     |  |
| 2.    | «(Just Like) Starting Over»   |                        | 3:55     |  |
| 3.    | «Instant Karma!»              |                        | 3:20     |  |
| 4.    | «Stand by Me»                 | Ben E. King            | 3:27     |  |
| 5.    | «Watching the Wheels»         |                        | 3:31     |  |
| 6.    | «Mind Games»                  |                        | 4:11     |  |
| 7.    | «Jealous Guy»                 |                        | 4:14     |  |
| 8.    | «Beautiful Boy (Darling Boy)» |                        | 4:02     |  |
| 9.    | «Love»                        |                        | 3:24     |  |
| 10.   | «Happy Xmas (War Is Over)»    | John Lennon y Yoko Ono | 3:37     |  |
| 11.   | «Give Peace A Chance»         | John Lennon y Yoko Ono | 4:52     |  |
| 57:10 |                               |                        |          |  |

- Datos: Q20974089